# Comuna de Hańsk
Hańsk (polaco: Gmina Hańsk) é uma gminy (comuna) na Polónia, na voivodia de Lublin e no condado de Włodawski. A sede do condado é a cidade de 1999.
De acordo com os censos de 2004, a comuna tem 3932 habitantes, com uma densidade 21,9 hab/km².

## Área
Estende-se por uma área de 179,43 km², incluindo:
- área agricola: 52%
- área florestal: 37%

## Demografia
Dados de 30 de Junho 2004:
|                      | Total   | Total | Mulheres | Mulheres | Homens  | Homens |
| -------------------- | ------- | ----- | -------- | -------- | ------- | ------ |
|                      | pessoas | %     | pessoas  | %        | pessoas | %      |
| População            | 3932    | 100   | 1968     | 50,1     | 1964    | 49,9   |
| Densidade (pop./km²) | 21,9    | 100   | 11       | 11       | 10,9    | 10,9   |

De acordo com dados de 2002, o rendimento médio per capita ascendia a 1584,9 zł.

## Subdivisões
- Bukowski Las, Dubeczno, Hańsk, Hańsk-Kolonia, Hańsk Drugi, Konstantynówka, Kulczyn, Kulczyn-Kolonia, Macoszyn Mały, Osowa, Rudka Łowiecka, Stary Majdan, Szcześniki, Wojciechów, Ujazdów, Żdżarka.

## Comunas vizinhas
- Sawin, Stary Brus, Urszulin, Wierzbica, Włodawa, Wola Uhruska, Wyryki